# Чернильница из Черветери

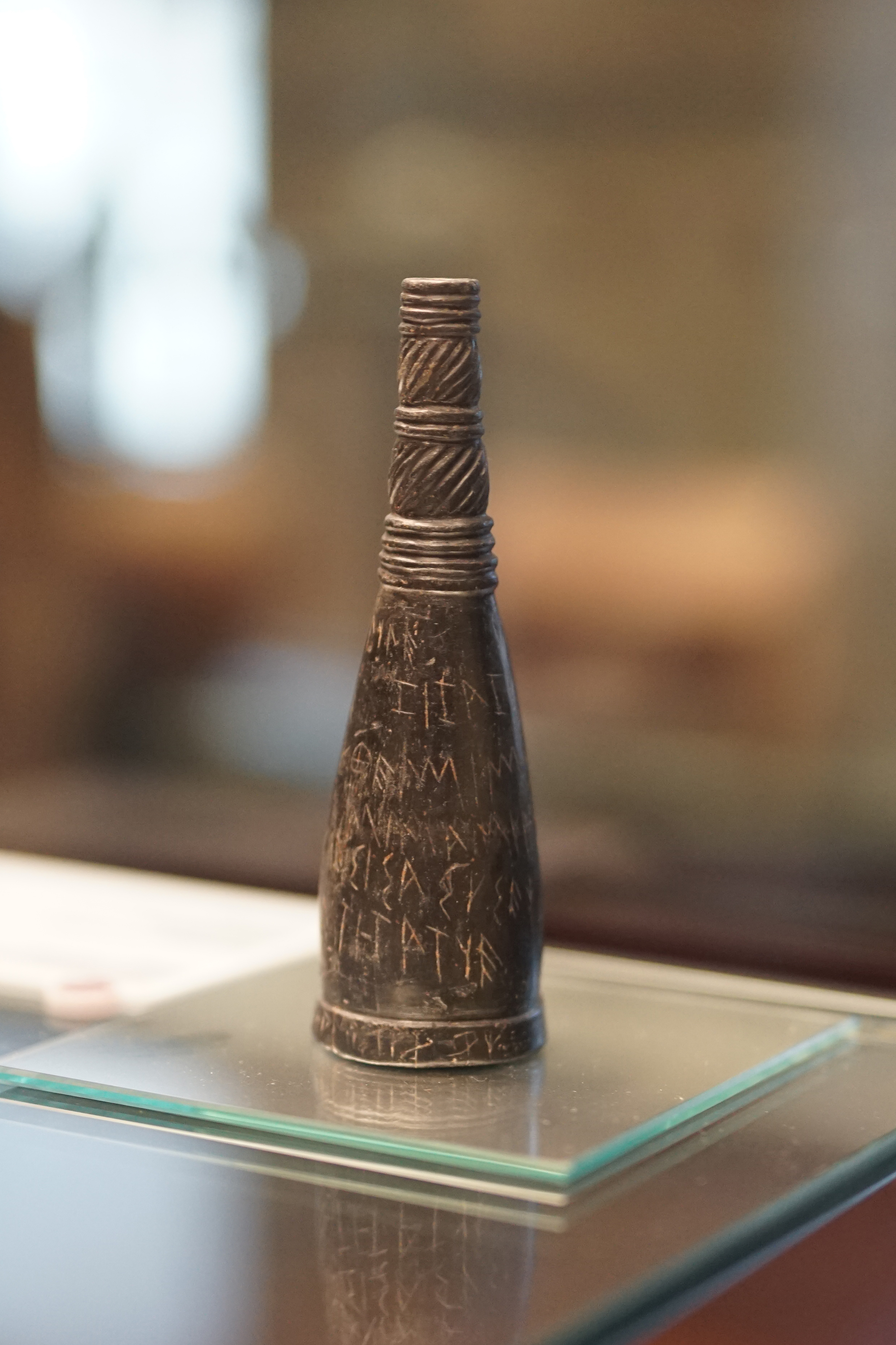
Чернильница из Черветери

Чернильница из Черветери (TLE 55, ET Cr 9.1, CII 2403) — этрусский артефакт второй половины VII века до нашей эры, который сейчас находится в Григорианском Этрусском музее в Ватикане. Изготовлен из обожжённой чёрной глины (буккеро) и условно именуется чернильницей (истинное его предназначение неизвестно). На него нанесены этрусский алфавит и перечень слогов (силлабарий).

## Находка
Артефакт был обнаружен в 1836 году при раскопках в некрополе Сорбо недалеко от гробницы Реголини-Галасси.

## Описание
Пузырёк имеет высоту 16,5 см, диаметр горлышка — 1,6 см, а диаметр основания — 5,2 см. Изготовлен около 625 года до нашей эры из обожжённой чёрной глины (буккеро).
Был впервые описан как «чернильница» Джорджем Деннисом, хотя доказательств его использования в этом качестве нет. Деннис также считал, что данный артефакт является древнегреческим, а не этрусским.

## Надпись
Как алфавит, так и силлабарий нанесены слева направо, что типично для артефактов, найденных в некрополях Черветери и относящихся к этому периоду. В силлабарии отсутствуют неиспользуемые буквы (b, d, ξ), а также k, l, φ и два сибилянта (ś и ṡ).
1. ci ca cu ce ṿi ṿa ṿu ṿe
2. zi za zu ze hi ha hu he
3. θi θa θu θe mi ma mu me ṇ
4. ni na nu ne pi pa pu pe ri ra ru re
5. s̀i s̀a s̀u s̀e χi χa χu χe qi qa qu qe ti ta tu e
6. a b c d e v z h θ i k ḷ [m] n ξ o p ś r s̀ t u ṡ φ χ

Буква b имеет обратное начертание, p имеет открытую петельку, у s четыре штриха, u имеет форму вертикального штриха с косой чертой. Из-за повреждения буквы l и m в абецедарии почти полностью утрачены. Однако исходя из ширины промежутка можно судить, что m состояла из шести штрихов, как и в силлабарии; это подтверждается и буквой n, состоящей из четырёх штрихов. Буква q отсутствует в абецедарии, но представлена в силлабарии.